# Breakers (videogioco)
Breakers (ブレイカーズ?, Bureikāzu) è un videogioco di combattimento competitivo sviluppato da Visco Corporation, che è stato pubblicato per Neo Geo. È stato seguito da Breakers Revenge.

## Trama
Da qualche parte a Hong Kong, due artisti marziali si affrontano in un vasto cortile. Lo sfidante è un uomo robusto con la pelle marrone. Il terreno è stato macchiato di sangue. Tuttavia, la sua lama a mezzaluna non ha ancora toccato il suo avversario. È stata una battaglia unilaterale. Era già esausto e non sarebbe trascorso molto tempo prima che sarebbe caduto al suolo. "Matto, diventerai uno della mia famiglia" risuonò la voce dell'avversario, mentre lo sfidante si sbriciolava a terra e si trasformava in sabbia.
Il Fighting Instinct Tournament, o FIST, è un torneo feroce come suggerisce il nome. Non mancavano gli artisti marziali che sono entrati nel torneo in cerca di fama, eppure sono stati molti quelli che hanno lasciato il torneo come cadaveri. L'ultimo sfidante che rimane in questo torneo senza legge deve sfidare l'organizzatore del torneo, il capo della Huang Financial Clique, per la possibilità di vincere l'enorme premio in denaro. L'esperto di arti marziali che riuscirà a sconfiggerlo otterrà l'onore di definirsi veramente il più forte. Tuttavia, nessuno degli artisti marziali scelti per sfidare il campione in una partita finale privata è mai tornato vivo. Nessuno sa quando si terrà esattamente il torneo, poiché solo una volontà avara si stava muovendo in una spirale laggiù. Lo sponsor è in realtà uno spirito malvagio che possedeva il corpo di un uomo moderno di Hong Kong che ha stabilito un sistema di selezione per amplificare i suoi poteri oscuri. Il torneo FIST ha riunito numerosi partecipanti da tutto il mondo e quest'anno verrà scelto un altro sacrificio.

## Modalità di gioco
I controlli di Breakers sono simili a quelli delle prime puntate di SNK nella loro serie Fatal Fury (in particolare Fatal Fury 2, Special e 3). Le azioni speciali sono anche simili ad altri giochi di combattimento della stessa epoca, anche se le tecniche di scatto e back-stepping tendono a differire tra i personaggi (alcuni rotoleranno sul pavimento, ad esempio). Inoltre, il giocatore può muoversi stando in piedi dopo una caduta. Il sistema di gioco enfatizza l'equilibrio tra i personaggi grazie a un'elaborata funzione di regolazione del danno.
Il giocatore può anche eseguire super mosse accumulando abbastanza energia nel proprio indicatore di potenza ed eseguendo il comando (l'indicatore di potenza può essere riempito fino a tre livelli). Per accumulare energia per l'indicatore di potenza, il giocatore deve eseguire azioni speciali come scherno, scatto, passo indietro, rotolamento, ecc. Come la maggior parte dei giochi di combattimento, il giocatore può annullare una mossa regolare in una mossa speciale o una mossa speciale in una super mossa, ma il giocatore può anche collegare una super mossa a un'altra fino a quando il suo indicatore di potenza non si esaurisce, consentendo a egli di eseguire combo acrobatiche. A causa della sua enfasi sulla regolazione del danno, è difficile inviare spam agli stessi attacchi per gravi danni.
Le partite seguono il formato standard "uno contro uno", "migliori due su tre" come la maggior parte dei giochi di combattimento, ma una partita può durare fino a cinque round se non c'è un vincitore netto nei round precedenti (il gioco terminerà se entrambi i combattenti perderanno il quinto round e nessun punto bonus verrà assegnato se si vince il quinto round). Nella modalità giocatore singolo, se la CPU usa lo stesso personaggio del giocatore, il nome del personaggio controllato dalla CPU avrà un nome diverso.
Le versioni casalinghe del gioco sono state pubblicate per Neo Geo AES e Neo Geo CD. Entrambe le versioni dispongono di un menù di opzioni con un test del sonoro che consente al giocatore di riprodurre la musica, gli effetti sonori e le voci del gioco. La versione CD aggiunge una modalità Versus per 2 giocatori e una modalità Sopravvivenza. Anche la musica differisce leggermente a livello di arrangiamento. Il boss finale Bai-Hu è anche un personaggio giocabile nella versione CD.
Una versione aggiornata del gioco intitolata Breakers Revenge (ブレイカーズリベンジ?, Bureikāzu Ribenji) introduce un nuovo personaggio chiamato Saizo e trasforma il boss finale Bai-Hu in un personaggio giocabile. Revenge apporta modifiche al cast di personaggi esistente, riequilibrando il gioco, le barre della vita in questo gioco sono state modificate per avere un aspetto diverso rispetto alle barre della vita del primo gioco e la grafica di alcuni livelli è stata rimossa (ad esempio le bandiere nel livello di Sho Kamui). Tuttavia, il filmato d'apertura è quasi identico a quella del primo gioco e la grafica del gioco non è poi così diversa.

## Personaggi

### Principali
La maggior parte dei personaggi del gioco si ispira a quelli di Street Fighter II. La versione originale di Breakers presenta un roster di otto personaggi giocabili e un singolo boss che è giocabile solo nelle versioni casalinghe. Inoltre, ogni personaggio giocabile ha un alter-ego caratterizzato da una diversa colorazione e da un nome differente che bisognerà affrontare durante la modalità single-player. Breakers Revenge introduce un nuovo personaggio e fa diventare anche il boss giocabile come il resto del cast.
- Sho Kamui (神威 翔?, Kamui Shō) - Il personaggio principale. Un giovane esponente del karate dal Giappone che cerca la forza. Nel prototipo Crystal Legacy del 1994, era conosciuto come Takeshi Kamui (神威 武?, Kamui Takeshi).
- Lee Dao-Long (李 刀龍?, Rī Taoron) - Rivale e senior di Sho Un giovane coreano che pratica un'arte marziale cinese chiamata "Pugno vuoto". Nel prototipo Crystal Legacy, era conosciuto come Park Tong Shin (朴 東勝?, Paku Azuma Masaru) e indossava un abito leggermente diverso.
- Tia Langray (ティア・ラングレー?, Tia Rangurē) (doppiata da: Minako Arakawa) - Una combattente con un body rosso e una fascia per la testa famosa per i suoi calci. Il suo nome nel prototipo Crystal Legacy era Shelly Tarlar, che è stato dato alla sua controparte clone in Breakers. La sua versione prototipo indossa un vestito leggermente diverso. Tia si unisce al torneo per trovare suo fratello maggiore, un talentuoso combattente scomparso in strane circostanze. Se vince, lo trova vivo.
- Pielle Montario (ピエール・モンタリオ?, Piēru Montario) - Un nobile italiano che combatte con un'arma da schermidore (molto probabilmente una spada o una sciabola) e il potere del fulmine. Nel prototipo Crystal Legacy, il suo nome era scritto come Pierre Montalio, con la "L" e la "R" scambiate.
- Condor Heads (コンドル・ヘッズ?, Kondoru Hezzu) - Un combattente nativo americano che usa un potente stile di lotta. Nel prototipo Crystal Legacy, era conosciuto come Red Gigars, un nome dato alla sua controparte clone.
- Shiek Maherl (シーク・マハール?, Shīku Mahāru) - Un uomo arabo tarchiato che combatte con una scimitarra e usa proiettili di fuoco, ma può anche gonfiarsi come un pallone. Nel prototipo Crystal Legacy, era conosciuto come Sahl Mahal (サージ・マハール?, Sāji Mahāru).
- Rila Estansia (ライラ・エスタンシア?, Raira Esutanshia) - Una protettrice dal cuore selvaggio delle terre selvagge e delle foreste dell'Amazzonia che attacca con i suoi artigli e la velocità. Nel prototipo Crystal Legacy, era conosciuta come Virgo Sandra, che è stata data alla sua controparte clone in Breakers.
- Alsion III (アルシオンIII世?, Arushion Sansei) - Un antico egizio non morto con arti simili a gomma che usa attacchi elettrici e velenosi. A differenza di altri personaggi, nel prototipo Crystal Legacy, il suo nome principale è lo stesso in Breakers, e non è stato né cambiato in un nome diverso, né dato alla sua controparte clone.
- Huang Bai-Hu (黄 白虎?, Hoan Paifū) - Il boss finale del gioco. Presumibilmente l'artista marziale più forte del mondo, è uno spirito malvagio che ha ucciso il padre di Dao-Long e possedeva il suo corpo. Nel prototipo Crystal Legacy, era conosciuto come Dostov.
- Saizo Tobikageno (飛影 才蔵?, Tobikageno Saizō) - Un ninja che cerca vendetta su Bai-Hu per il massacro del suo clan. I suoi attacchi usano il fuoco e vari animali. È l'unico nuovo personaggio in Breakers Revenge.

### Cloni
Durante la modalità single-player, invece di combattere un clone del proprio personaggio, il giocatore dovrà affrontare un alter-ego di colore diverso e di nome diverso. Anche se questi alter-ego hanno nomi e retroscena diversi, per il resto sono scambi di tavolozza dei personaggi normali.
- Jin Sawamura (沢村 陣?, Sawamura Jin) - L'alter ego di Sho, dal nome di un certo impiegato della società di giochi. Un maestro di karate senior di Sho e Dao-Long. Un grande fan del gruppo band TUBE.
- Wáng Liu-Khai (王 劉凱?) - L'alter ego di Dao-Long, sebbene non abbia alcun legame con lui. Un giovane cinese che aspira a diventare un doppiatore. Si risente della sua ragazza per averlo lasciato.
- Shelly Tarlar (シェリー・ターラー?, Sherī Tārā) - L'alter ego di Tia. Una kickboxer donna che ha combattuto il fratello di Tia in passato ed è una celebrità locale nella sua città natale. Possiede la cosiddetta "gemma d'acqua".
- George (ジョルジュ?, Joruju) - L'alter ego di Pielle. Un francese che una volta è stato derubato durante un viaggio in Italia e da allora nutre odio per gli italiani.
- Red Gigars (レッドギガース?, Reddo Gigāsu) - L'alter ego di Condor. È un lontano parente di Condor il cui clan condivide un'ascendenza comune con quella di Condor. Possiede la cosiddetta "Gemma della Terra".
- Javar (ジャバァ?, Jaba) - L'alter ego di Maherl. Un allegro macellaio che usa la sua lama da macellaio come arma da combattimento.
- Virgo Sandra (ヴァーゴ・サンドラ?, Vāgo Sandora) - L'alter ego di Rila. Una donna che è stata affidata alla "tribù della foresta" come orfana ed è stata allevata da un serpente gigante. Possiede la cosiddetta "gemma verde". Il suo cognome, "Sandra", proviene dal villaggio in cui vive.
- Atoum (アトゥーム?, Atūmu) - Alter ego di Alsion III. Un fan dell'antica civiltà che si traveste come una mummia. Quando è in questa forma, può usare le tecniche dello stile "Faraone Taijutsu". In realtà, è un discendente di Alsion III.
- Yukikage (雪影?) - L'alter ego di Saizo. Come la sua controparte, appare solo in Breakers Revenge. Non è chiaro se sia un vero ninja o solo un fanatico che si veste come tale.

## Sviluppo
Breakers è stato uno dei tanti videogiochi che hanno cercato di copiare la formula di Street Fighter II e ottenere un successo simile. Breakers è stato originariamente annunciato nel 1993 con il titolo di Crystal Legacy in inglese, o Tenrin no Syo Chicago (天麟の書 死嘩護?) in giapponese. Il gioco è stato annunciato per la prima volta nel primo numero di Game Hisshō Guide (ゲーム必勝ガイド?) pubblicato da Byakuya Shobo nel 1993, mentre il primo numero di Game Center Tenkoku (ゲーセン天国?) pubblicato da Tokuma Shoten nello stesso anno ha rivelato il primo screenshot di il gioco. Un numero della rivista Super Gamers di Geibunsha ha pubblicato una guida strategica per questo prototipo, che differisce dalla versione pubblicata poiché ha solo un indicatore di movimento speciale a livello singolo, comandi e nomi di mosse diversi per alcuni personaggi e lo stesso comando Super Move (ABCD contemporaneamente) per tutti i personaggi.
Tenrin no Syo Chicago è stato sottoposto a test di localizzazione nel giugno 1994 presso il centro giochi Famil vicino alla stazione di Shiinamachi ed è stato successivamente mostrato all'AM Show durante lo stesso anno, prima che il gioco fosse rinnovato e ribattezzato Breakers.

## Pubblicazione
Breakers è stato pubblicato per la piattaforma arcade Neo Geo il 17 dicembre 1996. Le versioni casalinghe sono state pubblicate per la console Neo Geo AES il 21 marzo 1997 e per Neo Geo CD il 25 aprile dello stesso anno. Una versione aggiornata del gioco intitolata Breakers Revenge è stata resa disponibile esclusivamente nelle sale giochi il 3 luglio 1998.
Una raccolta che include entrambi i giochi, intitolata Breakers Collection, è stata annunciata per console e PC nel 2019, ma è stata posticipata al 2022 e infine al 2023. La raccolta è uscita per PlayStation 5, PlayStation 4, Xbox Series X/S, Xbox One, Nintendo Switch e Microsoft Windows il 12 gennaio 2023. Inoltre Breakers Revenge ha ricevuto una versione limitata in formato cartuccia per Neo Geo nel 2020 ad opera dell'azienda Columbus Circle.

## Accoglienza
In Giappone, la rivista Game Machine ha classificato Breakers nel numero del 1º febbraio 1997 come il tredicesimo gioco arcade di maggior successo di quell'anno.
Cyril Lachel di Defunct Games ha recensito Breakers Revenge assegnandogli una B+ e affermando che come l'originale soffriva di una mancanza di originalità, ma nonostante ciò era piuttosto divertente da giocare..
Il gioco è piuttosto misconosciuto nella scena arcade e Neo Geo in generale, ma ha guadagnato un po' di fama in seguito diventando un titolo di culto tra gli appassionati. Breakers Revenge non ha mai ricevuto una conversione casalinga e inoltre le riedizioni della versione originale rimasero confinate esclusivamente nel Sol Levante, rendendo il titolo sempre meno noto in Occidente.